# 마츠자카 케이코
마츠자카 케이코(일본어: 松坂 慶子, 1952년 7월 20일 - ) 또는 예명 전 이름인 타카우치 케이코(일본어: 高内 慶子)는 한국계 일본인 배우 겸 가수이다. 한국이름은 한경자(韓慶子)이며, 재일한국인 아버지 한영명(韓英明) 씨와 일본인 어머니 츠네코 사이에서 맏딸로 태어났다.

## 출연

### 텔레비전 드라마
- 대하드라마 (NHK)
  - 나라 훔친 이야기 (1973년) - 노히메 역
  - 겐로쿠 태평기 (1975년) - 요젠인 역
  - 풀이 타오르다 (1979년) - 센・사요기쿠 역 ※1인 2역
  - 봄의 파도 (1985년) - 카와카미 사다얏코 역
  - 모리 모토나리 (1997년) - 스기노카타 역
  - 요시쓰네 (2005년) - 타이라노 토키코 역
  - 아쓰히메 (2008년) - 이쿠시마 역
  - 꽃 타오르다 (2015년) - 모리 토미코 역
  - 세고돈 (2018년) - 사이고 마사 역
- 비브리아 고서당의 사건 수첩 (2013년 1월 - 3월, 후지 TV) - 고우라 에리 역

### 영화
- 요묘전: 레전드 오브 더 데몬 캣 (2017년)
- 미스터리라 하지 말지어다 (2023년) - 코이누마 마리코 역